# Trảu họng vàng
Merops leschenaulti là một loài chim trong họ họ Trảu.
Loài trảu này sinh sản định cư tại Tiểu lục địa Ấn Độ và các khu vực liền kề, từ Ấn Độ về phía đông đến Đông Nam Á, bao gồm Thái Lan, Malaysia và Indonesia.
Loài này, giống như các loài trảu, thanh mảnh đa dạng về màu sắc. Nó chủ yếu là màu xanh lá cây, với màu xanh trên mông và bụng dưới. Mặt và cổ họng của nó có màu vàng với một sọc mắt đen, và chỏm đầu màu nâu hạt dẻ. Mỏ cong mỏng là màu đen. Chim trống và chim mái có bộ lông như nhau, nhưng chim non là màu nhạt.
Loài trảu này dài 18–20 cm, nó thiếu hai chiếc lông đuôi dài giữa sở hữu bởi hầu hết các loài trảu khác.